# Wahlbezirk Österreich unter der Enns 1
Der Wahlbezirk Österreich unter der Enns 1 war ein Wahlkreis für die Wahlen zum Abgeordnetenhaus im österreichischen Kronland Österreich unter der Enns. Der Wahlbezirk wurde 1907 mit der Einführung der Reichsratswahlordnung geschaffen und bestand bis zum Zusammenbruch der Habsburgermonarchie.

## Geschichte
Nachdem der Reichsrat im Herbst 1906 das allgemeine, gleiche, geheime und direkte Männerwahlrecht beschlossen hatte, wurde mit 26. Jänner 1907 die große Wahlrechtsreform durch Sanktionierung von Kaiser Franz Joseph I. gültig. Mit der neuen Reichsratswahlordnung schuf man insgesamt 516 Wahlbezirke, wobei mit Ausnahme Galiziens in jedem Wahlbezirk ein Abgeordneter im Zuge der Reichsratswahl gewählt wurde. Der Abgeordnete musste sich dabei im ersten Wahlgang oder in einer Stichwahl mit absoluter Mehrheit durchsetzen. Der Wahlkreis Österreich unter der Enns 1 umfasste das Kaiviertel bzw. jenen Teil des 1. Wiener Gemeindebezirks Innere Stadt, der durch Franz Josefs-Kai, Maria Theresienstraße, Währingerstraße, Schottengasse, Freyung, Tiefer Graben, Wipplingerstraße, Hoher Markt, Lichtensteg und Rothenturmstraße begrenzt wurde.
Aus der Reichsratswahl 1907 ging der unabhängige Kamill Kuranda im ersten Wahlgang mit 61 Prozent als Sieger hervor. Bei der Reichsratswahl 1911 konnte Kuranda sein Mandat mit 61 Prozent im ersten Wahlgang erfolgreich verteidigen.

## Wahlergebnisse

### Reichsratswahl 1907
Die Reichsratswahl 1907 wurde am 14. Mai 1907 (erster Wahlgang) durchgeführt. Die Stichwahl entfiel auf Grund der absoluten Mehrheit von Kuranda im ersten Wahlgang.
| Kandidat                                                                    | Partei                             | Wahlkreis- stimmen | Stimmen- anteil |
| --------------------------------------------------------------------------- | ---------------------------------- | ------------------ | --------------- |
| Kamill Kuranda                                                              | deutsch-fortschrittlicher Kandidat | 1314               | 58,5 %          |
| Richard Weiskirchner                                                        | Christlichsoziale Partei           | 864                | 38,5 %          |
| Engelbert Pernerstorfer                                                     | Sozialdemokratische Arbeiterpartei | 37                 | 1,6 %           |
| Sonstige                                                                    |                                    | 31                 | 1,4 %           |
| Wahlberechtigte: 2543, Ungültige/Leere Stimmen: 51, Wahlbeteiligung: 90,3 % |                                    |                    |                 |

### Reichsratswahl 1911
Die Reichsratswahl 1911 wurde am 13. Juni 1911 (erster Wahlgang) sowie am 20. Juni 1911 (Stichwahl) durchgeführt.

#### Erster Wahlgang
| Kandidat                                                                    | Partei                             | Wahlkreis- stimmen | Stimmen- anteil |
| --------------------------------------------------------------------------- | ---------------------------------- | ------------------ | --------------- |
| Kamill Kuranda                                                              | deutsch-freiheitlicher Kandidat    | 815                | 42,7 %          |
| Josef Wieninger                                                             | Christlichsoziale Partei           | 648                | 33,9 %          |
| Oskar Hein                                                                  | deutsch-freiheitlicher Kandidat    | 287                | 15,0 %          |
| Otto Urbach                                                                 | Sozialdemokratische Arbeiterpartei | 110                | 5,8 %           |
| Sonstige                                                                    |                                    | 50                 | 2,6 %           |
| Wahlberechtigte: 2208, Ungültige/Leere Stimmen: 53, Wahlbeteiligung: 88,9 % |                                    |                    |                 |

#### Stichwahl
| Kandidat                                                                    | Partei                          | Wahlkreis- stimmen | Stimmen- anteil |
| --------------------------------------------------------------------------- | ------------------------------- | ------------------ | --------------- |
| Kamill Kuranda                                                              | deutsch-freiheitlicher Kandidat | 1200               | 66,0 %          |
| Josef Wieninger                                                             | Christlichsoziale Partei        | 620                | 34,0 %          |
| Wahlberechtigte: 2208, Ungültige/Leere Stimmen: 78, Wahlbeteiligung: 86,0 % |                                 |                    |                 |